# Tanjung Piai

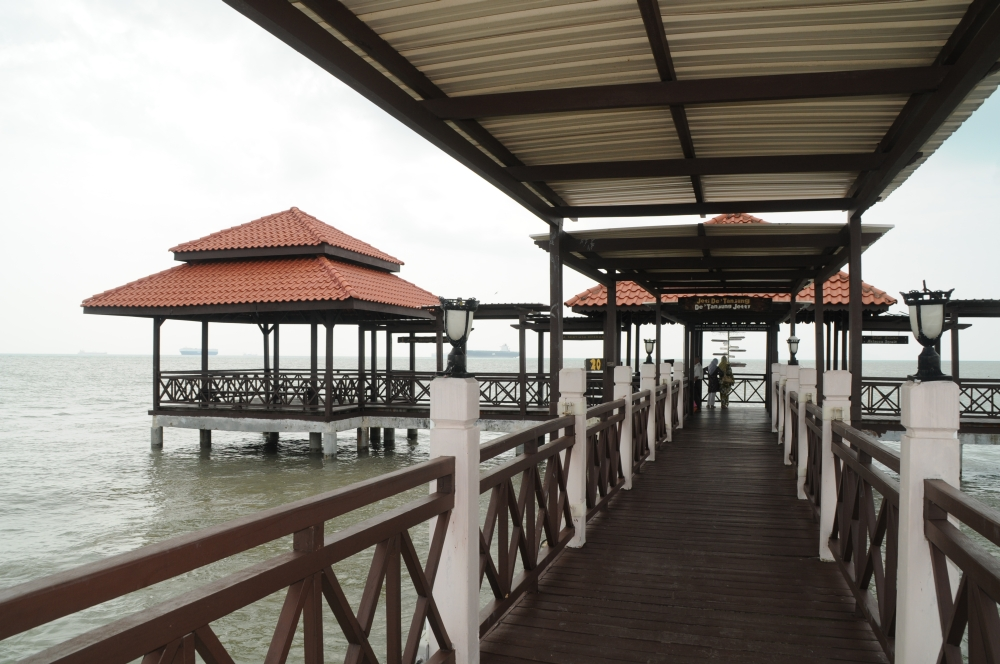
Cais em Tanjung Piai.

Tanjung Piai é um cabo na província de Johor, no sul da Malásia, e que constitui o ponto mais meridional da Malásia Peninsular e o extremo sul da Ásia continental. A silhueta de Singapura pode observar-se do local por trás do estreito de Johor. Está rodeado por bosques de manguezal.